# Xavi
»Xavi« (s pravim imenom Xavier Hernández i Creus), katalonski nogometaš in trener, * 25. januar 1980, Terrassa, Španija. 
»Xavi« je bil dolgoletni nogometaš in od leta 2021 trener Barcelone v Kataloniji, igral je tudi za katarski klub Al Sadd. Sodeloval je na nogometnemu delu poletnih olimpijskih iger leta 2000.